# Okko
Okko è una serie a fumetti ideata dall'artista francese Hub, al secolo Humbert Chabuel. Diffusa in Francia dalla Delcourt, sin dal 2005 e con cadenza annua, la serie è stata presentata al pubblico italiano dalla Panini Comics che, dal febbraio del 2013, pubblica tomi trimestrali contenenti, ognuno, 2 volumi dell'edizione francese.

## Caratteristiche principali
La serie ruota attorno alle imprese di un gruppo di avventurieri che, in qualità di mercenari, errano a caccia di demoni attraverso le terre dell'impero di Pajan, afflitte da una sanguinosa guerra tra clan. Leader della compagnia è il rōnin Okko, cui si affiancano un guerriero mascherato di nome Noburo, un monaco avvezzo al sakè chiamato Noshin e, infine, un giovane pescatore, Tikku, voce narrante delle vicende.
Il mondo creato da Humbert Chabuel, nel ricalcare contesti e stereotipi propri del Giappone del XII secolo, è caratterizzato dalla compresenza di elementi originali che si rifanno alla mitologia giapponese e al fantasy internazionale, quali le già citate creature mostruose, o che alludono ad un progresso tecnologico fantascientifico, come i Bunraku da battaglia, imponenti manichini pilotati, dall'interno, dalle mani di un burattinaio.

## Volumi
Di seguito, i tomi pubblicati in italia dalla Panini Comics.

### Il ciclo dell'acqua
Contenente i primi 2 numeri dell'edizione francese (2005\2006), "Il ciclo dell'acqua" ritrae i protagonisti della serie impegnati nella ricerca di una giovane geisha di nome "Piccola Carpa", sorella del pescatore Tikku, misteriosamente rapita da un gruppo di pirati. L'avventura, trasformatasi in un pericoloso viaggio tra le isole più selvagge degli arcipelaghi meridionali della terra di Pajan, li porterà a confrontarsi con una coppia di vampiri, oppressori, sotto spoglie umane, delle popolazioni locali.

### Il ciclo della terra
Nell'albo che racchiude i volumi francesi del 2007 e del 2008, Okko e i suoi compagni, rifugiatisi tra le cime della catena montuosa dei sette monasteri in fuga dalla guerra che imperversa nelle città sottostanti, si imbattono in un omicidio e in due misteriosi quanto letali monaci. A caccia di informazioni sul conto di questi ultimi, faranno la conoscenza di una giovane samurai, Setzuka Bashimon, in compagnia della quale si troveranno a fronteggiare le orde di non-morti che la setta dei "Camminatori del Karasu", cui i due monaci appartenevano, vuole risvegliare per sottomettere le genti del Pajan.

### Il ciclo dell'aria
I 2 volumi francesi del 2009 e del 2010, qui raccolti, ritraggono Okko e la sua compagnia in viaggio per le ventose terre di proprietà di dama Mayudama, che ha invocato il loro aiuto per trovare una soluzione all'enigmatica condizione di mutismo che affligge la figlia; ma sarà proprio a partire da tali circostanze che Okko si troverà a fronteggiare un misterioso quanto famigerato cacciatore di demoni, un rōnin in cerca di vendetta e gli spettri del suo passato.